# Wolfgang Jilly

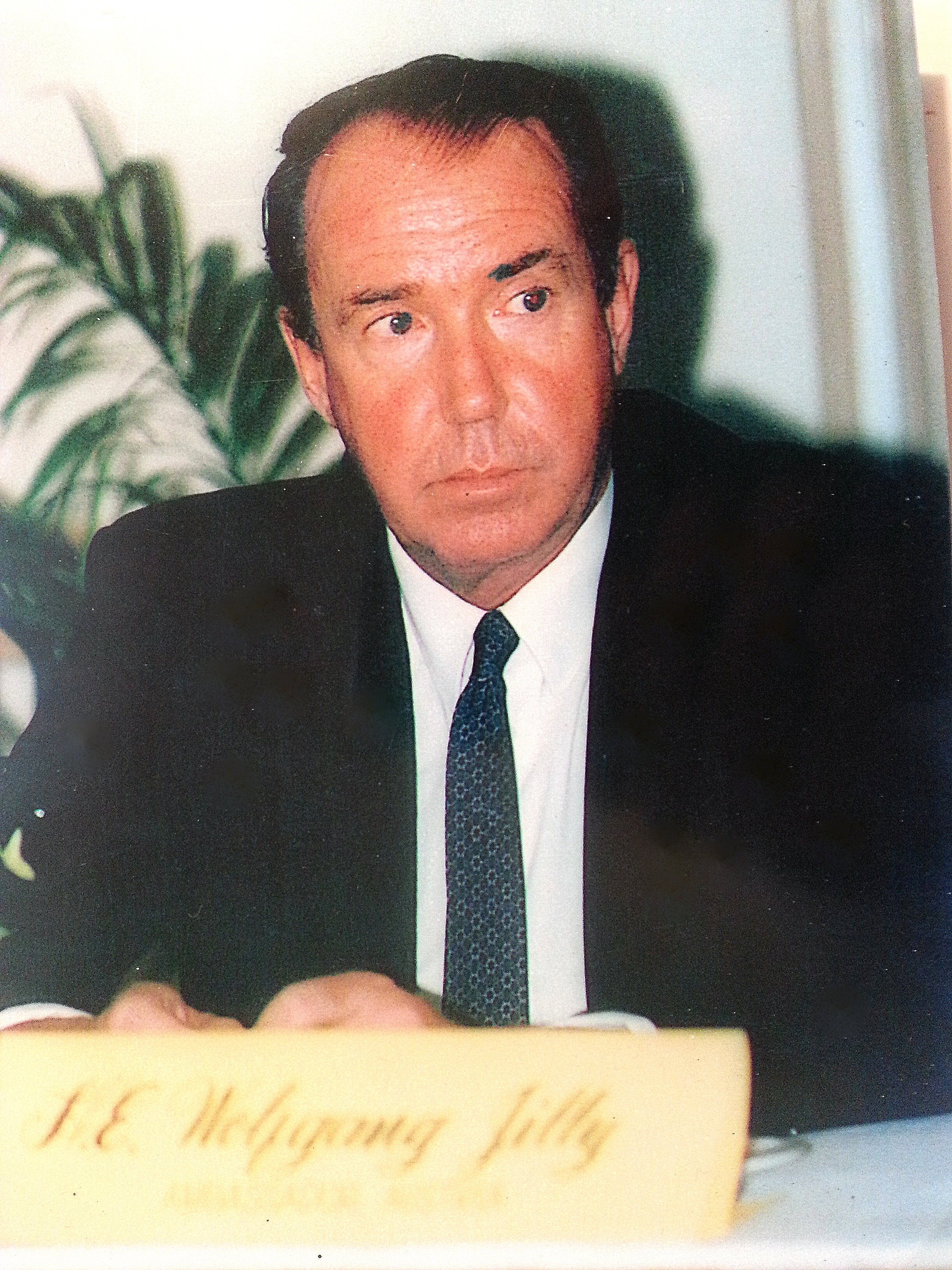
Wolfgang Jilly

Wolfgang Jilly (* 24. April 1940 in Znaim, Reichsgau Niederdonau) ist ein ehemaliger österreichischer Diplomat und Hotelier.

## Leben
Wolfgang Jilly wurde als Sohn eines Röntgenfacharztes in Znaim geboren. Seine Eltern betrieben ein Hotel in Pörtschach am Wörthersee und im Skigebiet Obertauern, wodurch er bis zu seiner Gymnasialzeit vor allem in Pörtschach am Wörthersee aufwuchs. Von 1951 bis 1959 besuchte er das Kollegium Kalksburg in Wien und leistete anschließend den Präsenzdienst beim österreichischen Bundesheer. Er studierte ab 1960 Rechtswissenschaften in Graz und Wien und schloss das Studium 1965 mit dem Doktor ab. Von 1965 bis 1966 absolvierte er sein Gerichtsjahr in Wien und war anschließend Rechtsanwaltsanwärter in einer Rechtsanwaltskanzlei in Wien. 1970 trat er in das Bundeskanzleramt ein und war dort in der Sektion V (Wirtschaft) tätig. Von 1976 bis 1981 war er als Gesandter Botschaftsrat Teil der OECD-Delegation in Paris.
1981 trat Wolfgang Jilly in das Bundesministerium für auswärtige Angelegenheiten ein. Von 1984 bis 1988 war er während des Pontifikats von Papst Johannes Paul II. Gesandter in der Botschaft beim Heiligen Stuhl. 1988 bis 1992 war er österreichischer Botschafter in Chile. Nach einer dreijährigen Tätigkeit im Bundesministerium für auswärtige Angelegenheiten in Wien war er von 1996 bis 2001 Botschafter auf den Philippinen. Von 2001 bis 2005 war er Botschafter in Lettland.

## Familie
Wolfgang Jilly ist verheiratet und hat drei Töchter und einen Sohn. Sein Sohn Andreas Jilly ist ehemaliger Bundesobmann der AktionsGemeinschaft und Vizepräsident des Akademischen Forums für Außenpolitik (AFA).
Botschafter Wolfgang Jilly ist Enkel des ehemaligen Abgeordneten zum Landtag von Niederösterreich, Karl Wody.
Wolfgang Jilly übernahm das Hotel seiner Eltern im Skigebiet Obertauern, welches heute von seiner Ehefrau betrieben wird.

## Auszeichnungen
- Orden al Mérito de Chile, Großkreuzstern am Bande
- Goldenes Ehrenzeichen für Verdienste um die Republik Österreich
- Großes Goldenes Ehrenzeichen des Landes Kärnten
- Verdienstkreuz 1. Klasse der Bundesrepublik Deutschland
- Ordre national du Mérite, Kommandeur
- Piusorden
- Rizalorden, Commandeur (Knights of Rizal, Philippinen)
- Verdienstorden Pro Merito Melitensi, Kommandeurkreuz
- Komtur des Ritterordens vom Heiligen Grab zu Jerusalem